# Sainte-Croix-sur-Aizier
Sainte-Croix-sur-Aizier és un municipi francès situat al departament de l'Eure i a la regió de Normandia. L'any 2007 tenia 249 habitants.

## Demografia

### Població
El 2007 la població de fet de Sainte-Croix-sur-Aizier era de 249 persones. Hi havia 82 famílies de les quals 20 eren unipersonals (8 homes vivint sols i 12 dones vivint soles), 21 parelles sense fills, 33 parelles amb fills i 8 famílies monoparentals amb fills.
La població ha evolucionat segons el següent gràfic:
Habitants censats

### Habitatges
El 2007 hi havia 125 habitatges, 97 eren l'habitatge principal de la família, 25 eren segones residències i 4 estaven desocupats. 124 eren cases i 1 era un apartament. Dels 97 habitatges principals, 82 estaven ocupats pels seus propietaris, 13 estaven llogats i ocupats pels llogaters i 1 estava cedit a títol gratuït; 4 tenien dues cambres, 12 en tenien tres, 22 en tenien quatre i 59 en tenien cinc o més. 79 habitatges disposaven pel capbaix d'una plaça de pàrquing. A 46 habitatges hi havia un automòbil i a 45 n'hi havia dos o més.

### Piràmide de població
La piràmide de població per edats i sexe el 2009 era:
| Homes | Edats   | Dones |
| ----- | ------- | ----- |
| 0     | 95 o +  | 0     |
| 0     | 90 a 94 | 4     |
| 0     | 85 a 89 | 4     |
| 4     | 80 a 84 | 4     |
| 4     | 75 a 79 | 0     |
| 8     | 70 a 74 | 0     |
| 0     | 65 a 69 | 8     |
| 12    | 60 a 64 | 4     |
| 8     | 55 a 59 | 12    |
| 8     | 50 a 54 | 8     |
| 4     | 45 a 49 | 12    |
| 4     | 40 a 44 | 0     |
| 16    | 35 a 39 | 4     |
| 8     | 30 a 34 | 12    |
| 0     | 25 a 29 | 8     |
| 4     | 20 a 24 | 0     |
| 0     | 15 a 19 | 4     |
| 0     | 10 a 14 | 0     |
| 12    | 5 a 9   | 8     |
| 8     | 0 a 4   | 4     |

## Economia
El 2007 la població en edat de treballar era de 152 persones, 116 eren actives i 36 eren inactives. De les 116 persones actives 100 estaven ocupades (58 homes i 42 dones) i 15 estaven aturades (5 homes i 10 dones). De les 36 persones inactives 18 estaven jubilades, 5 estaven estudiant i 13 estaven classificades com a «altres inactius».

### Ingressos
El 2009 a Sainte-Croix-sur-Aizier hi havia 102 unitats fiscals que integraven 277,5 persones, la mediana anual d'ingressos fiscals per persona era de 20.178 €.

### Activitats econòmiques
Dels 5 establiments que hi havia el 2007, 3 eren d'empreses de construcció, 1 d'una empresa de comerç i reparació d'automòbils i 1 d'una empresa de transport.
Dels 3 establiments de servei als particulars que hi havia el 2009, 1 era una fusteria, 1 lampisteria i 1 electricista.
L'any 2000 a Sainte-Croix-sur-Aizier hi havia 12 explotacions agrícoles que ocupaven un total de 240 hectàrees.

## Poblacions més properes
El següent diagrama mostra les poblacions més properes.